# Gira Madrid-Los Verdes
Gira Madrid - Los Verdes (GM-LV) fue un partido político español ecologista de ámbito madrileño. Concurrió a varios procesos electorales desde 2011, obteniendo representación sólo en algunos municipios de pequeño tamaño.

## Trayectoria
El partido fue inscrito en el Registro de Partidos Políticos en 2003, pero no tuvo una participación relevante en la vida política madrileña y española hasta 2011, cuando concurrió a las elecciones autonómicas (en coalición con Izquierda Unida Comunidad de Madrid y Los Verdes-Grupo Verde con la denominación IU-Los Verdes Comunidad de Madrid), y a las generales, dentro de La Izquierda Plural. Su líder, Alejandro León, fue el número 22 de la lista de IUCM para la Asamblea de Madrid y número seis en la lista por Madrid para el Congreso de los Diputados. En las elecciones europeas de 2014 y en las autonómicas y municipales de 2015 repitieron la coalición con IUCM, sin llegar a obtener representación ni en la capital ni en la Asamblea de Madrid, pero obteniéndola en diversos municipios de pequeño tamaño de la Comunidad.
Tras la crisis que provocó en Izquierda Unida la ruptura con Izquierda Abierta y la expulsión de IUCM, Gira Madrid participó en la creación de X La Izquierda, candidatura apoyada por estas formaciones y por Convocatoria Cívica que se presentó a las elecciones generales de 2015; pero que tras los pobres resultados cosechados, no se reeditó para las generales de 2016. En 2017 dejaron de ser miembros de la Federación de Los Verdes.[cita requerida] En las elecciones europeas de 2019 se presentaron con el Partido Derechos Ciudadanos con la denominación de Coalición Verde-Europa Ciudadana, y en las municipales simultáneas lo hicieron con Actúa y La Izquierda Hoy, partidos herederos respectivamente de Izquierda Abierta e IUCM. Tras volver a cosechar malos resultados, la candidatura no se repetiría para las generales de noviembre de ese año, y desde entonces ninguno de estos partidos se ha presentado a ningún proceso electoral.
Su coordinador general era Juan Manuel Román Andrades, quien encabezó una lista de partidos verdes en Madrid, consiguiendo por primera vez presentarse conjuntamente la totalidad de las denominaciones verdes.[cita requerida] Mantenían relaciones con Izquierda Abierta y la plataforma Actúa.
De cara a los diferentes procesos electorales de 2023 en adelante se presenta integrado en la formación política Verdes Equo.

## Enlaces
- Web oficial
- Verdes Equo (Madrid)

- Datos: Q5880244